# Коцо
Ко̀цо (на италиански: Cozzo, на местен диалект: Cos, Кос) е село и община в Северна Италия, провинция Павия, регион Ломбардия. Разположено е на 105 m надморска височина. Населението на общината е 372 души (към 2010 г.).